# Hizen
Hizen (肥前国, Hizen no kuni) est une ancienne province du Japon. Les terres de la province sont aujourd'hui partagées entre les préfectures de Saga et de Nagasaki.
L'ancienne capitale provinciale était située près de la ville actuelle de Yamato. C'est dans cette province que s'est produite la rébellion de Shimabara. Pendant la période Sengoku, la province était divisée en de nombreux fiefs possédés par des daimyos. Le plus riche de ces daimyos possédait un château dans la ville de Saga.
La province de Hizen a été contrôlée par le clan Shoni jusqu'aux alentours de 1560, où le clan perdit le pouvoir au profit du clan Ryūzōji.
Durant cette période, le petit village de pêcheurs de Nagasaki profita du commerce avec les Portugais puis les Hollandais pour prospérer et devenir rapidement un centre de commerce majeur jusqu'à la fermeture du Japon aux étrangers.
Pendant la période Edo, c'est le clan Nabeshima qui dominait la province depuis le château de Saga.

## Anecdote
Le Retvizan, cuirassier russe capturé et coulé à Port-Arthur (1905) fut renfloué et réarmé par les Japonais en 1908, puis réaffecté comme bâtiment de garde-côtes sous le nom de Hizen. Il fut définitivement désarmé en 1923.
C'est principalement dans la province de Hizen que prennent place les différentes anecdotes et citations du guide pratique et spirituel destiné aux guerriers, Hagakure, dont l'auteur, Jocho Yamamoto, était au service du clan Nabeshima.